# Spoorlijn Condom - Castéra-Verduzan
De spoorlijn Condom - Castéra-Verduzan was een Franse spoorlijn van Condom naar Castéra-Verduzan. De lijn was 23,1 km lang en heeft als lijnnummer 645 000.

## Geschiedenis
De lijn werd geopend door de Compagnie des Chemins de fer du Midi op 8 juni 1925. Reizigersvervoer werd na krap 14 jaar op 15 mei 1939 opgeheven, goederenvervoer was er tot 22 september 1939. Vervolgens is de lijn volledig opgebroken.

## Aansluitingen
In de volgende plaatsen is of was er een aansluiting op de volgende spoorlijnen:
Condom
RFN 643 000, spoorlijn tussen Port-Sainte-Marie en Riscle
Castéra-Verduzan
RFN 646 000, spoorlijn tussen Eauze en Auch